# Ojai
Ojai [ˈoʊhaɪ] ist eine Stadt im Ventura County im US-Bundesstaat Kalifornien mit 7637 Einwohnern (Stand: 2020).
Die Stadt liegt etwa 110 km nordwestlich von Los Angeles und 20 km nördlich der Pazifikküste, zwischen Santa Paula im Südosten und Ventura im Süden in einem Tal, das im Norden und Nordosten von den Topatopa Mountains (Hines Peak bis 2047 m hoch) begrenzt wird. Das Tal wird überwiegend für Orangenanbau genutzt.
Ojai hat rund 7500 Einwohner (2022). Es ist vor allem Schlafstadt für wohlhabendere Bürger im Umfeld von Los Angeles.
Gegründet wurde Ojai 1874 als Nordhoff, benannt nach dem aus Deutschland stammenden Journalisten Charles Nordhoff, der positiv über Kalifornien berichtet hatte. Der Name wurde während des Ersten Weltkrieges 1917 in den jetzigen geändert.
Ojai bedeutet Mond in der Sprache der Chumash.
Die Nordhoff High School in Ojai schloss in den 2000er Jahren eine Schulpartnerschaft mit dem Friedrich-Leopold-Woeste-Gymnasium in Hemer. 

## Kultur
Das kulturelle Leben von Ojai dreht sich um Ökologie, Gesundheit und ökologische Landwirtschaft, Spazieren/Wandern, Spiritualität, Musik und Kunstgewerbe. Neben Hippies und New-Age-Geschäften spielen dank des milden Klimas auch Oldtimer- und Motorradclubs eine Rolle. (1999 starb Pete Conrad, der dritte Mensch auf dem Mond, nach einem Motorradunfall in Ojai.)
Das Ojai Music Festival bietet seit 1947 alljährlich eine Bühne für Musiker und Komponisten von Weltrang, darunter Igor Stravinsky, Aaron Copland, Esa-Pekka Salonen und Pierre Boulez, der das Festival 2003 leitete.
Die seit 1964 bestehende Freiluft-Buchhandlung Bart’s Books ist bereits Gegenstand zahlreicher Reportagen und Dokumentationen gewesen.
Ojai war der „Heimatort“ der Sieben-Millionen-Dollar-Frau, einer Fernsehserie aus den 1970ern.
2010 war Ojai Drehort der von Will Gluck inszenierten Teenagerkomödie Einfach zu haben mit Emma Stone und Stanley Tucci.

## Persönlichkeiten
- Jiddu Krishnamurti (1895–1986), Philosoph
- Floyd Crosby (1899–1985), Kameramann
- Marcelle de Manziarly (1899–1989), Komponistin
- June Allyson (1917–2006), Schauspielerin
- Larry Hagman (1931–2012), Schauspieler, bekannt geworden durch die Fernsehserie Bezaubernde Jeannie
- Sergio Aragonés (* 1937), spanischer Cartoonist
- Larry Linville (1939–2000), Schauspieler, bekannt geworden durch die Fernsehserie M*A*S*H
- Eric Burdon (* 1941), britischer Rocksänger
- Byron Katie (* 1942), Therapeutin, Trainerin, Autorin
- David Allen (* 1945), Autor von Getting Things Done
- Steve Kanaly (* 1946), Schauspieler, bekannt geworden durch die Fernsehserie Dallas
- Peter Strauss (* 1947), Schauspieler
- Bill Paxton (1955–2017), Schauspieler
- Brent Florence (* 1976), Schauspieler, Filmeditor, Drehbuchautor, Filmproduzent und Filmregisseur
- Reese Witherspoon (* 1976), Schauspielerin
- Caterina Scorsone (* 1981), Schauspielerin, bekannt durch Fernsehserie Private Practice und Grey’s Anatomy
- Mishone Feigin (* 1990), Schauspieler
- James Paxton (* 1994), Schauspieler
- Rob Giles, Sänger, bekannt durch die Band The Rescues, Ehemann von Caterina Scorsone